# Tenas
Pour les articles homonymes, voir Tenas (homonymie).
Tenas, de son vrai nom Louis Santels, parfois orthographié Louis Saintels ou Santel, né en Belgique en 1926 et mort en 2012, est un dessinateur belge de bande dessinée humoristique. Il a notamment travaillé pour Le Moustique, Spirou, Tintin et Le Journal de Mickey.
Il a dessiné la série Onkr, l'abominable homme des glaces, parue dans Le Journal de Mickey entre 1961 et 1972.
Il a également contribué à la série de bande dessinée Mickey à travers les siècles.

## Biographie

### Jeunesse et début de carrière
Louis Santels naît en 1926, il aide sa famille à traverser la Seconde Guerre mondiale en décorant des jouets qu'il revend ensuite. Entre février et juin 1945, peu après la libération de la Belgique, il crée la collection « Tommy » avec l'éditeur bruxellois Guy Lambert qui compte 37 livraisons. Seul dessinateur de cette série de bande dessinée petit format, il crée environ 400 pages en un an, copiant des dessinateurs américains comme Walt Disney, Fred Harman et Milton Caniff. Ses personnages principaux sont la mascotte du magazine, un soldat anglais appelé Tommy, son chien Snot et un perroquet G.I., Bob Hollywood, inspiré de José Carioca de Disney. Ses autres créations sont Inspecteur Parry, Atomic-Man, Sergent Dickson et Youpi. Toujours en 1945, le dessinateur de dix-neuf ans fournit ses premières illustrations de couverture au Moustique, une publication des Éditions Dupuis. Il acquiert ainsi rapidement une grande maturité graphique. Il multiplie les supports, on retrouve sa signature dans Petit Monde, Grand-cœur et le quotidien Le Peuple.

### Les Aventures de Monsieur Snot
Entre le 21 mars et le 11 août 1946, le journal La Libre Belgique publie une bande dessinée absurde de Tenas, intitulée Les Aventures de Monsieur Snot, qui porte la signature de copyright pour l'agence de presse autrement inconnue Golden Pictures. Cette série quotidienne est centrée sur un fétiche arabe envoyé à Snot par son ami détective Martyn. L'objet s'avère contenir des bijoux volés. Plus tard dans la série, Snot découvre également un vieux trésor perdu au Portugal. L'histoire se termine par une adresse directe de l'auteur aux lecteurs avec la déclaration révélatrice : « Chers amis. J'ai récemment reçu dans mon courrier certaines lettres [...] certaines d'entre elles me présentant des critiques justifiées qui ont retenu toute mon attention. Quant à celles qui ne l'étaient pas [...] Je dirais simplement, la critique est facile mais l'art est difficile. Je termine en remerciant mes chers lecteurs. Même les critiques, car "qui aime bien punit bien !" ».

### Avec Rali
La carrière de Tenas prend un tournant décisif lorsqu'il s'associe à Raoul Livain, alias Rali, un dessinateur de près de vingt ans son aîné qui le prend sous son aile. Entre 1946 et 1950, les deux hommes commencent leur collaboration dans l'hebdomadaire Bravo !, à l'époque l'une des principales publications belges de bande dessinée. Ils fondent leur studio et ce duo remplace l'équipe originale de Bravo ! composée de Jacques Laudy, Edgar P. Jacobs et Willy Vandersteen, Tenas et Rali réalisent un grand nombre de séries et d'illustrations, travaillant dans plusieurs genres et sous plusieurs pseudonymes. Il s'agit notamment de la série Morgana, ainsi que Cyprien Bravo, Phil Blue-Eyes, Capitaine Hardell, Frigopolis, Jim et Dick, Ivanhoé et une adaptation en bande dessinée du roman de Paul Féval Le Bossu. Les ont rejoints dans leur production le jeune scénariste André-Paul Duchâteau et le dessinateur Tibet. En 1948, les récits à suivre Capitaine Hardell et Ivanhoé sont également publiés dans le magazine français Pierrot.

### Héroïc-Albums
Entre 1946 et 1949, Tenas produit également des bandes dessinées pour Héroïc-Albums, un magazine mensuel calqué sur les bandes dessinées américaines. Il est l'un des premiers créateurs à rejoindre l'éditeur Fernand Cheneval, qui à l'origine remplissait seul son magazine. Tenas dessine le long récit Ali Riff sous le nom de plume Tony Néro en 1946. Plus tard, en tant que Tenas et souvent en collaboration avec Rali, il crée des histoires principales de 12 à 13 pages pleines d'action et d'aventure dures, y compris la série de gangsters Buddy Arms sur un scénario de Fernand Cheneval, la série policière Volcan et Carlos dans le récit Les Frères du nain jaune et les aventures de boyscouts La Patrouille des Panthères qui connaissent deux récits : Terrible week-end et Jeu dangereux.

### Autres productions du studio Tenas-Rali
Pour le journal Le Peuple, Tenas et Rali créent la série quotidienne Pierre Azur, Pilote de ligne (6 avril-22 juillet 1948), une bande dessinée aéronautique inspirée de Steve Canyon de Milton Caniff. Le héros principal Pierre Azur, est pilote et héros de la Seconde Guerre mondiale, et son ami Bob Toriac doivent inaugurer une nouvelle route aérienne vers l'Inde pour Condor Air Line, mais sont confrontés à des sabotages, des attaques d'avions hostiles et des enlèvements. Dans le journal Spirou, Tenas et Rali et leur équipe créent la série d'aventures pirates Le Triangle de Feu (1952). Sous le pseudonyme collectif D. Aisin, l'histoire est une production conjointe de toute l'équipe, André-Paul Duchâteau écrivant le scénario, Tibet faisant les mises en page et Tenas et Rali fournissant l'œuvre achevée. Tenas et Rali illustrent également des romans et nouvelles dans Story, un magazine de bandes dessinées tabloïd des Éditions du Pont-Lévis, qui était en grande partie rempli d'histoires de bandes dessinées américaines. Tenas et Rali étaient également membres de La Mine Souriante, une association d'artistes humoristiques de plusieurs générations, fondée en 1928 par le dessinateur, illustrateur et chansonnier Marcel Antoine. Le groupe se distinguait par ses manifestations ludiques, qui faisaient souvent les gros titres de la presse.

### Mickey Magazine
En 1950, Tenas et Rali rejoignent l'éditeur François Prête des Éditions du Pont-Lévis pour le lancement de Mickey Magazine, un magazine belge de Disney publié à la fois en édition flamande et en édition française. Le projet était une initiative d'Armand Bigle, un entrepreneur belge représentant Walt Disney Productions en Europe. Apparu pour la première fois le 14 octobre 1950, le magazine publie principalement des histoires en replacement de bandes dessinées américaines de Disney. Pour la réalisation des dessins de couverture et des illustrations complémentaires, ainsi que l'édition du magazine, un atelier graphique local est installé au 47, rue du Houblon à Bruxelles, supervisé par Tenas et Rali. À cet égard, Tenas et Rali sont les premiers Européens à détenir une licence officielle pour produire de l'art Disney. Quelques décennies plus tard, l'écriture et le dessin des histoires de bandes dessinées de Disney sont devenus principalement une production européenne, la majorité de celle-ci étant géré par des éditeurs au Danemark, en France, aux Pays-Bas et en Italie.
Déjà dans le premier numéro de Mickey Magazine, le récit de Tenas et Rali Les Mystères de la Tour Eiffel (1950-1951) a décollé, une histoire centrée sur Paris dans laquelle Mickey Mouse, Donald Duck et Pluto poursuivent une bande d'escrocs qui essayaient de bombarder la Tour Eiffel pour l'acheter au prix de l'acier, la reconstruire puis la revendre à de riches collectionneurs. Écrit par le scénariste attitré de l'équipe, André-Paul Duchâteau, l'histoire a paru dans les 34 premiers numéros du magazine. Dans les trois premiers numéros de Mickey Magazine, Tenas et Rali ont raconté l'histoire de la vie de Walt Disney dans la bande dessinée de trois pages L'Étonnante Histoire de Walt Disney (1951). De nombreuses couvertures et en-têtes originaux du magazine ont également sont conçus par Tenas. Mickey Magazine paraît jusqu'à la fin de 1959, date à laquelle il fusionne avec le populaire hebdomadaire Donald Duck, publié aux Pays-Bas depuis octobre 1952. Ce qui marque la fin d'une collaboration de 13 ans avec Rali.

### Le Journal de Mickey
Deux ans après le lancement belge de Mickey Magazine, Paul Winkler de l'agence Opera Mundi et l'éditeur Édi-Monde/Hachette lancent Le Journal de Mickey à Paris. À l'origine, il contient principalement des bandes dessinées américaines, mais encore une fois, Tenas et son équipe sont responsables de la plupart des illustrations de couverture. Inspiré par des magazines comme Paris Match et U.S. Life, Tenas conçoit le logo de l'hebdomadaire. D'autres couvertures sont dessinées par Jacques David, Pierre Jodon, Pierre Nicolas et Aline Lecomte. Avec le scénariste Pierre Fallot, Tenas produit également les premières histoires de fabrication française avec Mickey Mouse. Après un premier récit de chasse au trésor de 14 numéros, Le Tour de France de Mickey (1952), ils lancent la saga du voyage temporel Mickey à travers les siècles, que Mickey a parcourue à travers l'histoire, tout en étant témoin d'événements réels et en rencontrant des personnages historiques. Tenas dessine un récit dans les six premiers numéros du Journal de Mickey et les neuf premières planches, après quoi il a été poursuivi pendant encore 26 ans par Fallot et le dessinateur Pierre Nicolas. Pour le 1000e numéro de ce journal en 1971, Tenas dessine une dernière histoire avec les personnages de Disney, les amenant à l'an 2000 dans Mickey an 2000.

### S.B.W.D.R.T.
Il est possible que le studio Rali-Tenas ait également été à l'origine de deux histoires originales de Donald Duck publiées dans l'hebdomadaire néerlandais Donald Duck. Il s'agissait d'une histoire dans laquelle Donald devient professeur d'école, publiée dans un numéro promotionnel du 6 mars 1954, et d'une autre dans laquelle Donald est gardien de but lors d'un match de football entre les Pays-Bas et la Belgique, publiée dans le no 23 de 1954. Pendant longtemps, ces deux histoires ont été attribuées à l'auteur néerlandais Lex Overeijnder. Cependant, ces crédits sont restés contestés ; d'abord à cause des différences de style, mais aussi parce que le mystérieux code de production « S.B.W.D.R.T. » Il est cependant possible que ce code signifie « Studios Belges Walt Disney Rali-Tenas ». Considérant que le studio de Rali et Tenas a été mentionné dans Mickey Magazine comme les « Studios Belges » et le fait que l'équipe bruxelloise était la première en Europe avec une licence officielle pour produire du matériel Disney, il est possible que ces deux histoires hollandaises aient bien été produit par Rali et Tenas ou l'un de leurs collaborateurs. Leur implication possible avec l'hebdomadaire néerlandais a cependant pris fin après ces deux histoires.

### Onkr(1961-1972)
Tenas continue à travailler pour Le Journal de Mickey jusqu'en 1972. Sa création la plus connue est la série de bande dessinée Onkr, l'abominable homme des glaces,, sur un homme des cavernes super fort, retrouvé congelé des glaces en Sibérie par les professeurs Schmoll et Dugommier. Après avoir dégelé, Onkr provoque un saccage dans toute la France, alors qu'il est traqué par deux autres scientifiques maléfiques, Zinzin et Moleskine. Plus tard, Onkr et les quatre scientifiques font la paix et retournent en Sibérie, où ils découvrent toute une tribu d'Onkriens. De nombreux nouveaux épisodes suivirent, au cours desquels les héros rencontrèrent toutes sortes de créatures extravagantes. Quatorze épisodes ont été sérialisés dans Le Journal de Mickey entre 1961 et 1972, les dix premiers écrits par Jean Malac — pseudonyme de Raymond Calame — et les suivants par Yvan Delporte.
En 2008, Le Coffre à BD a commencé à rééditer la série en ligne sur Internet sous la forme de tomes regroupant chacun environ une quarantaine de planches, puis une intégrale en 18 volumes de 2008 à 2013.

### Pep
Par l'intermédiaire de l'agence Opera Mundi, Tenas et son scénariste habituel André-Paul Duchâteau sont embauchés en 1962 pour créer la mascotte d'un nouveau magazine de bande dessinée néerlandais, Pep. Publié pour la première fois par De Geïllustreerde Pers le 6 octobre 1962, le magazine est à l'origine dédié à Mickey Mouse de Walt Disney et Tintin d'Hergé. Au cours des premières années, le magazine publie un mélange entre des bandes dessinées sous licence du journal Tintin et des histoires américaines basées sur des séries télévisées Disney. La seule création originale est Pep (1962-1964), le héros longiligne de Tenas et Duchâteau qui est apparu avec son chien Stef dans des gags de style burlesque et des épisodes plus longs à partir du deuxième numéro. Bien que le héros emblématique figure sur presque toutes les premières couvertures du magazine, il n'a jamais vraiment fait son chemin et disparaît dans la seconde moitié de 1964.

### Bandes dessinées ultérieures
En 1975, Tenas réalise sa dernière œuvre Disney pour Le Journal de Mickey, une série de planches dessinées pour le concours « Donaldissimo » en collaboration avec Disney World en Floride. Au cours des années 1970, Tenas réalise également des caricatures pour l'hebdomadaire Ciné Revue. En 1979, Tenas apparaît dans les pages de Super Tintin no 6 avec un récit mettant en vedette le personnage de Loutopo. Entre 1980 et 1981, Tintin publie sa série de gags Monsieur Duchemin, un homme de la classe moyenne malchanceux ainsi que de courts récits : Chantage au tournoi et La balle explosive.

### Dernières années et mort
Tenas abandonne la bande dessinée au début des années 1980 et ouvre une boutique spécialisée dans les fournitures pour dessinateurs. Louis Santels, qui aurait passé ses dernières années en mauvaise santé, meurt en 2012.

## Œuvres

### Publications
collection « Tommy »
- Tommy album. Aventures de Snot et Bob Hollywood, Bruxelles, Éditions Michel-Ange, 1945. - couv., figg ; 12°.
- Un de trop, Bruxelles, G. Lambert, coll. « Tommy », 1945. - s. pag : couv., figg ; 12°.
- Défaite, Bruxelles, G. Lambert, coll. « Tommy », 1945. - s. pag : couv., figg ; 12°.
- Sergent Dickson. Abattu par la " Flack ", Bruxelles, G. Lambert, coll. « Tommy » no 7, 1945. - s. pag : couv., figg ; 12°.

Onkr, l'abominable homme des glaces
- 1. L'abominable homme des glaces (1), Le Coffre à BD, Tournefeuille, avril 2008
Scénario : Jean Malac - Dessin : Tenas - Couleurs : quadrichromie -  (ISBN 978-2-350-07080-3)
- 2. L'abominable homme des glaces (2), Le Coffre à BD, Tournefeuille, août 2008
Scénario : Jean Malac - Dessin : Tenas - Couleurs : quadrichromie -  (ISBN 978-2-350-07089-6)
- 3. L'abominable homme des glaces (3), Le Coffre à BD, Tournefeuille, décembre 2008
Scénario : Jean Malac - Dessin : Tenas - Couleurs : quadrichromie -  (ISBN 978-2-350-07097-1)
- 4. L'abominable homme des glaces (4), Le Coffre à BD, Tournefeuille, février 2009
Scénario : Jean Malac - Dessin : Tenas - Couleurs : quadrichromie -  (ISBN 978-2-350-07105-3)
- 5. L'abominable homme des glaces (5), Le Coffre à BD, Tournefeuille, octobre 2009
Scénario : Jean Malac - Dessin : Tenas - Couleurs : quadrichromie -  (ISBN 978-2-350-07125-1)
- 6. Les Onkriens sont là !, Le Coffre à BD, Tournefeuille, décembre 2009
Scénario : Jean Malac - Dessin : Tenas - Couleurs : quadrichromie -  (ISBN 978-2-350-07134-3)
- 7. La Chasse à l'onkrakrikru, Le Coffre à BD, Tournefeuille, août 2010
Scénario : Jean Malac - Dessin : Tenas - Couleurs : quadrichromie
- 8. Gare aux kilikilis !, Le Coffre à BD, Tournefeuille, janvier 2011
Scénario : Jean Malac - Dessin : Tenas - Couleurs : quadrichromie
- 9. Les Onkriens chez lézomtôp, Le Coffre à BD, Tournefeuille, mai 2011
Scénario : Jean Malac - Dessin : Tenas - Couleurs : quadrichromie
- 10. Les Grozibous bougent !, Le Coffre à BD, Tournefeuille, août 2011
Scénario : Jean Malac - Dessin : Tenas - Couleurs : quadrichromie -  (ISBN 978-2-350-07196-1)
- 11. Onkr chez les civilisés, Le Coffre à BD, Tournefeuille, octobre 2011
Scénario : Jean Malac - Dessin : Tenas - Couleurs : quadrichromie
- 12. Onkr chez les civilisés, Le Coffre à BD, Tournefeuille, octobre 2011
Scénario : Jean Malac - Dessin : Tenas - Couleurs : quadrichromie
- 13. Onkr contre mr n, Le Coffre à BD, Tournefeuille, février 2012
Scénario : Jean Malac - Dessin : Tenas - Couleurs : quadrichromie
- 14. Onkr et les trafiquants du trafic, Le Coffre à BD, Tournefeuille, mars 2012
Scénario : Jean Malac, Yvan Delporte - Dessin : Tenas - Couleurs : quadrichromie -  (ISBN 978-2-350-07231-9)
- 15. Onkr et le mystère de la nième chaîne, Le Coffre à BD, Tournefeuille, juin 2012
Scénario : Jean Malac, Yvan Delporte - Dessin : Tenas - Couleurs : quadrichromie -  (ISBN 978-2-350-07242-5)
- 16. L'Armée d'acier, Le Coffre à BD, Tournefeuille, septembre 2012
Scénario : Jean Malac, Yvan Delporte - Dessin : Tenas - Couleurs : quadrichromie -  (ISBN 978-2-350-07250-0)
- 17. Fugue en onkr majeur, Le Coffre à BD, Tournefeuille, décembre 2012
Scénario : Jean Malac, Yvan Delporte - Dessin : Tenas - Couleurs : quadrichromie
- 18. Roméonkr et juliette, Le Coffre à BD, Tournefeuille, janvier 2013
Scénario : Jean Malac, Yvan Delporte - Dessin : Tenas - Couleurs : quadrichromie -  (ISBN 978-2-350-07261-6)

### Artbook
- Christelle Pissavy-Yvernault et Bertrand Pissavy-Yvernault, Franquin, Morris, Jijé, Sempé... : 200 couvertures inédites pour le journal Le Moustique, Marcinelle, Dupuis, 1er novembre 2015, 312 p., ill. ; 29,8 cm (ISBN 978-2-8001-6571-4, présentation en ligne).

### Collectifs
- L'Agenda du journal Tintin 1984, Le Lombard, Bruxelles, 1983
Scénario et couleurs : collectif - Dessin : collectif dont Tenas -  (ISBN 2-8036-0421-3)

#### Livres
: document utilisé comme source pour la rédaction de cet article.
- Jean Van Hamme (préf. Roger Clausse), « Tenas », dans Introduction à la bande dessinée belge, Bruxelles, Bibliothèque royale de Belgique, 1968, 80 p., ill. ; 26 cm (lire en ligne), p. 48[catalogue] publié à l'occasion de l'exposition La bande dessinée en Belgique, Bibliothèque Albert Ier, [Bruxelles], du 29 juin au 25 août 1968.
- Claude Moliterni, Histoire mondiale de la bande dessinée, Paris, P. Horay, 1989, 315 p., ill. ; 37 cm (ISBN 978-2705800970 et 2705801650, OCLC 300909966), p. 43, 160, 162 lire sur Google Livres
- Jean Pirotte (dir.) et Luc Courtois, Du régional à l'universel. : L'imaginaire wallon dans la bande dessinée., Louvain-la-Neuve, Fondation wallonne Pierre-Marie et Jean-François Humblet, 1999, 310 p. (ISBN 978-2-9600072-3-7 et 2960007239, OCLC 1075833932), p. 252 lire sur Google Livres
- Henri Filippini, « Tenas », dans Dictionnaire de la bande dessinée, Paris, Bordas, 2005, 912 p., ill. ; 27 cm (ISBN 9782047299708 et 2047299705, OCLC 1009545288, présentation en ligne), p. 874. .
- Frans Lambeau, « Tenas », dans Dictionnaire illustré de la bande dessinée belge sous l'Occupation, Bruxelles, André Versaille, 2013, 334 p., ill. ; 21 cm (ISBN 978-2-87495-140-4 et 2874951404, OCLC 851512115, présentation en ligne), p. 279-280.
- Patrick Weber, La Grande Histoire du Journal de Mickey : de 1934 à nos jours, Grenoble, Éditions Glénat, 2014, 160 p. (ISBN 978-2-344-00475-3, présentation en ligne), p. 72. .
- Frans Lambeau, « Tenas (Louis Santels) », dans Dictionnaire illustré de la bande dessinée belge : de la libération aux fifties (1945-1950), Liège, Les Éditions de la Province de Liège, 2016, 327 p., ill. ; 27 cm (ISBN 9782390100294 et 2390100295, OCLC 949771202, présentation en ligne), p. 281. .
- Philippe Mellot, Michel Denni, Laurent Turpin et Isabelle Morzadec, Trésors de la bande dessinée : BDM 2022-2023 - Catalogue encyclopédique & Argus, Paris, Les Arènes, novembre 2022, 23e éd., 1677 p., ill. ; 23 cm (ISBN 9791037507280, OCLC 1351462460, présentation en ligne), p. 921. .

#### Périodiques
- Curiosity Magazine no 16, Michel Deligne, janvier 1976.

#### Articles
- Yves Morel, « « Onkr, l’abominable homme des glaces » : un présent perpétuel omnivore… (première partie) », BDzoom,‎ 1er septembre 2015 (lire en ligne, consulté le 29 mai 2023).
- Yves Morel, « « Onkr, l’abominable homme des glaces » : un présent perpétuel omnivore… (deuxième partie) », BDzoom,‎ 8 septembre 2015 (lire en ligne, consulté le 29 mai 2023).